# Марсов климатски орбитер
Марсов климатски орбитер (енгл. Mars Climate Orbiter), познат и под називом Марс сурвејор '98 орбитер, била је роботска свемирска сонда коју је агенција НАСА лансирала ка Марсу 11. децембра 1998. године са циљем да истражи атмосферу, климу и промене на површини црвене планете, као и да служи за пренос података између Марсовог поларног лендера (који је такође био део програма Марс сурвејор '98) и Земље. Међутим, контакт са сондом је изгубљен 23. септембра 1999. године када је требало да упали своје ракетне моторе и уђе у орбиту око Марса. Касније је утврђено да је узрок губитка сонде софтверска грешка у компјутеру у контроли мисије који је као јединицу за врденост потиска изражавао у америчким јединицама (фунтама у секунди), а не стандардним јединицама СИ система (њутнима у секунди) како је било наглашено у уговору између агенције НАСА и компаније Локид Мартин. Због те грешке сонда је при уласку у орбиту ишла трајекторијом која је била преблизу површини планете, кроз горње слојеве атмосфере, и услед превеликих сила и загревања се распала.